# جایزه گیوم آپولینر

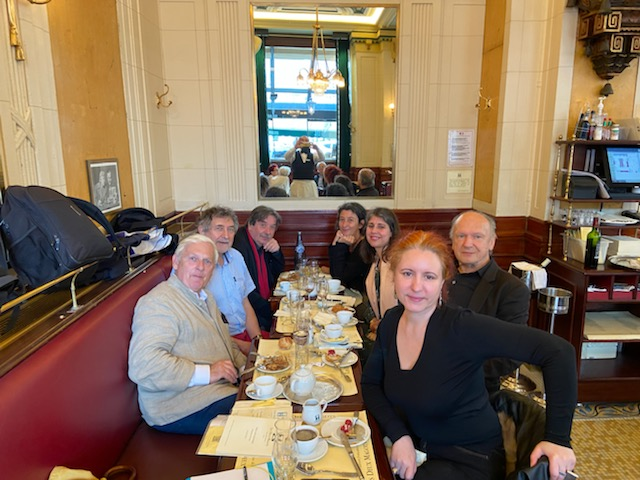
هیئت داوران جایزه اپولینر در Les Deux Magots (کافه‌ای در پاریس، فرانسه) در 29 ژوئن 2021

جایزه گیوم آپولینر (به فرانسوی: Le prix Guillaume-Apollinaire) هر ساله به مجموعه شعر بر اساس اصالت و نوآوری آن داده می‌شود. جایزه آن بین ۱۵۰۰ تا ۳۰۰۰ یورو است. این جایزه مهم‌ترین جایزه شعر در فرانسه محسوب می‌شود. این جایزه در سال ۱۹۴۱ توسط آنری دو لسکوئت (Henri de Lescoët) پایه‌گذاری شد و هدف از آن فراهم کردن امکان مسافرت برای شاعران بود.

## برندگان
- ۱۹۴۷: هروه بازن (Hervé Bazin)
- ۱۹۴۸: ژان لانزلم (Jean L'Anselme)
- ۱۹۵۳: ارمان لانو و ژان مالریو (Armand Lanoux - Jean Malrieu)
- ۱۹۵۴: آندره دو ریشو (André de Richaud)
- ۱۹۵۹: لوک بریمون (Luc Bérimont)
- ۱۹۶۱: ژان برتون (Jean Breton)
- ۱۹۶۵: لایونل ری (Lionel Ray)
- ۱۹۶۷: لوران گاسپار (Lorand Gaspar)
- ۱۹۷۲: سرژ میشنو (Serge Michenaud)
- ۱۹۷۳: مارک آلن (Marc Alyn)
- ۱۹۷۴: لئوپولد سدار سنگور (Léopold Sédar Senghor)
- ۱۹۷۵: شارل لو کنترک (Charles Le Quintrec)
- ۱۹۷۷: ادوار ج. مونیک (Édouard J. Maunick)
- ۱۹۷۹: ژان لوژیه (Jean Laugier )
- ۱۹۸۰: ونوس خوری-غاتا (Vénus Khoury-Ghata)
- ۱۹۸۱: گاستون میرون (Gaston Miron)
- ۱۹۸۲: ژان اوریزه (Jean Orizet)
- ۱۹۸۳: پیر گابریل (Pierre Gabriel)
- ۱۹۸۴: پیرت میشلو (Pierrette Micheloud)
- ۱۹۸۵: ژان-ونسان وردونه (Jean-Vincent Verdonnet)
- ۱۹۸۶: کلود-میشل کلونی (Claude-Michel Cluny)
- ۱۹۸۷: ایو بروسار (Yves Broussard)
- ۱۹۸۸: جیمز سکره (James Sacré)
- ۱۹۸۹: فیلیپ دولاوو (Philippe Delaveau)
- ۱۹۹۰: ژاک گوشرون (Jacques Gaucheron)
- ۱۹۹۱: ایو مارتن (Yves Martin)
- ۱۹۹۲: فرانسوا دو کورنیر (François de Cornière)
- ۱۹۹۳: رنه دوپستر (René Depestre)
- ۱۹۹۴: ژان-پیر سیمئون (Jean-Pierre Siméon)
- ۱۹۹۶: پاتریس دلبورگ (Patrice Delbourg)
- ۱۹۹۷: ریشار روینه (Richard Rognet)
- ۱۹۹۸: آنیز کولتس (Anise Koltz)
- ۱۹۹۹: کلود مورته (Claude Mourthé)
- ۲۰۰۰: آلن جوفروآ (Alain Jouffroy)
- ۲۰۰۱: آلن لانس (Alain Lance)
- ۲۰۰۲: کلود آدولان (Claude Adelen)
- ۲۰۰۳: فرانسوا مونمانکس (François Montmaneix)
- ۲۰۰۴: ژاک داراس (Jacques Darras)
- ۲۰۰۵: برنار شامباز (Bernard Chambaz)
- ۲۰۰۶: ژان-باتیست (Jean-Baptiste)
- ۲۰۰۷: لیندا ماریا بارو (Linda Maria Baros)
- ۲۰۰۸: آلن بورر (Alain Borer)
- ۲۰۰۹: ژاک آنسه (Jacques Ancet)
- ۲۰۱۰: ژان-ماری بارنو (Jean-Marie Barnaud)
- ۲۰۱۱: ژان-کلود پیروت (Jean-Claude Pirotte)
- ۲۰۱۲: والری روزو (Valérie Rouzeau)